# Зоннемайре
Зоннемайре (нід. Zonnemaire) — село в нідерландській провінції Зеландія. Входить до муніципалітету Схаувен-Дьойвеланд.
Його площа — 17,69 км², а населення станом на 2021 рік становило 755 осіб.
До 1961 року мало статус окремого муніципалітету.

## Галерея

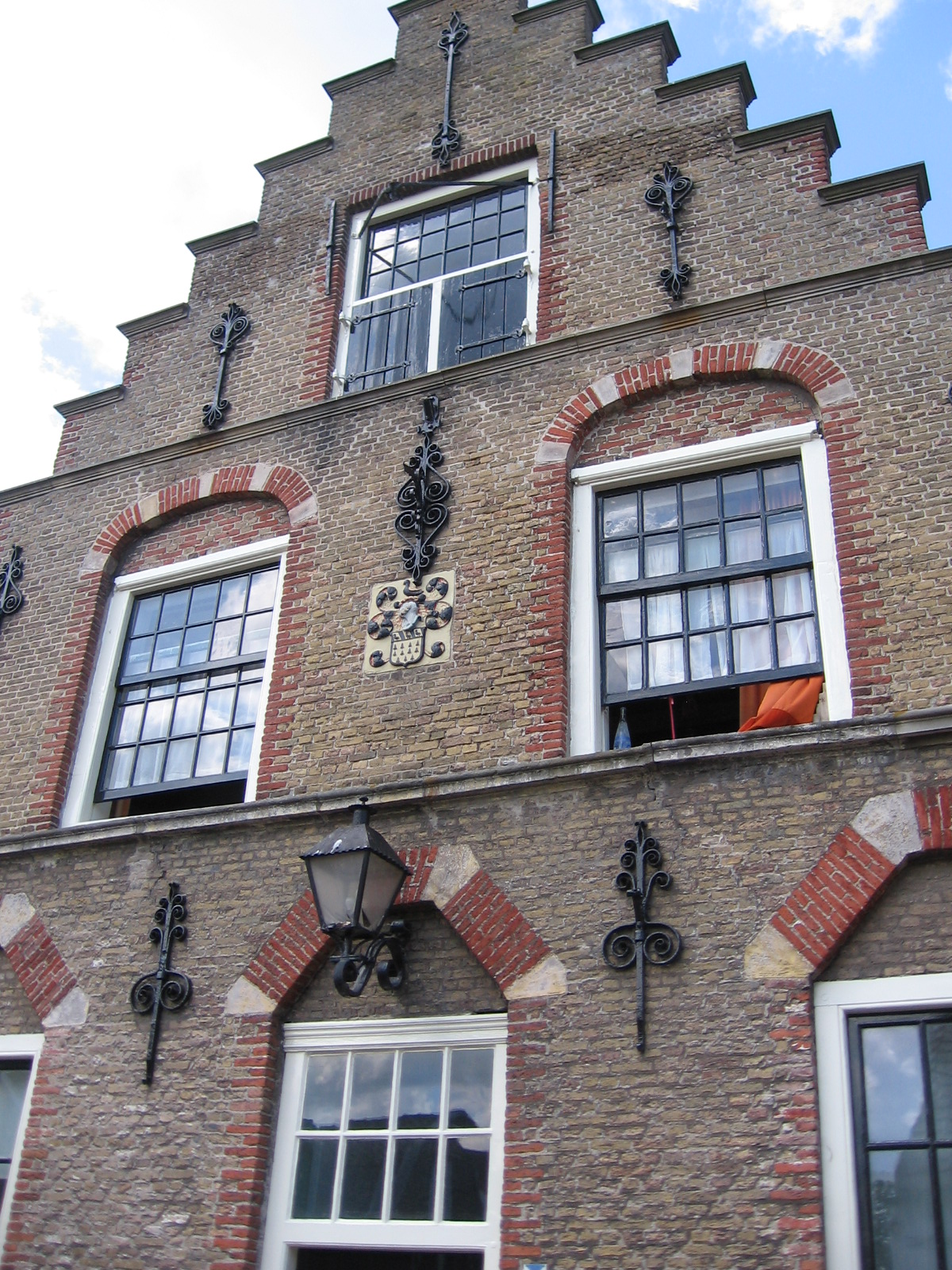
Будинок у селі
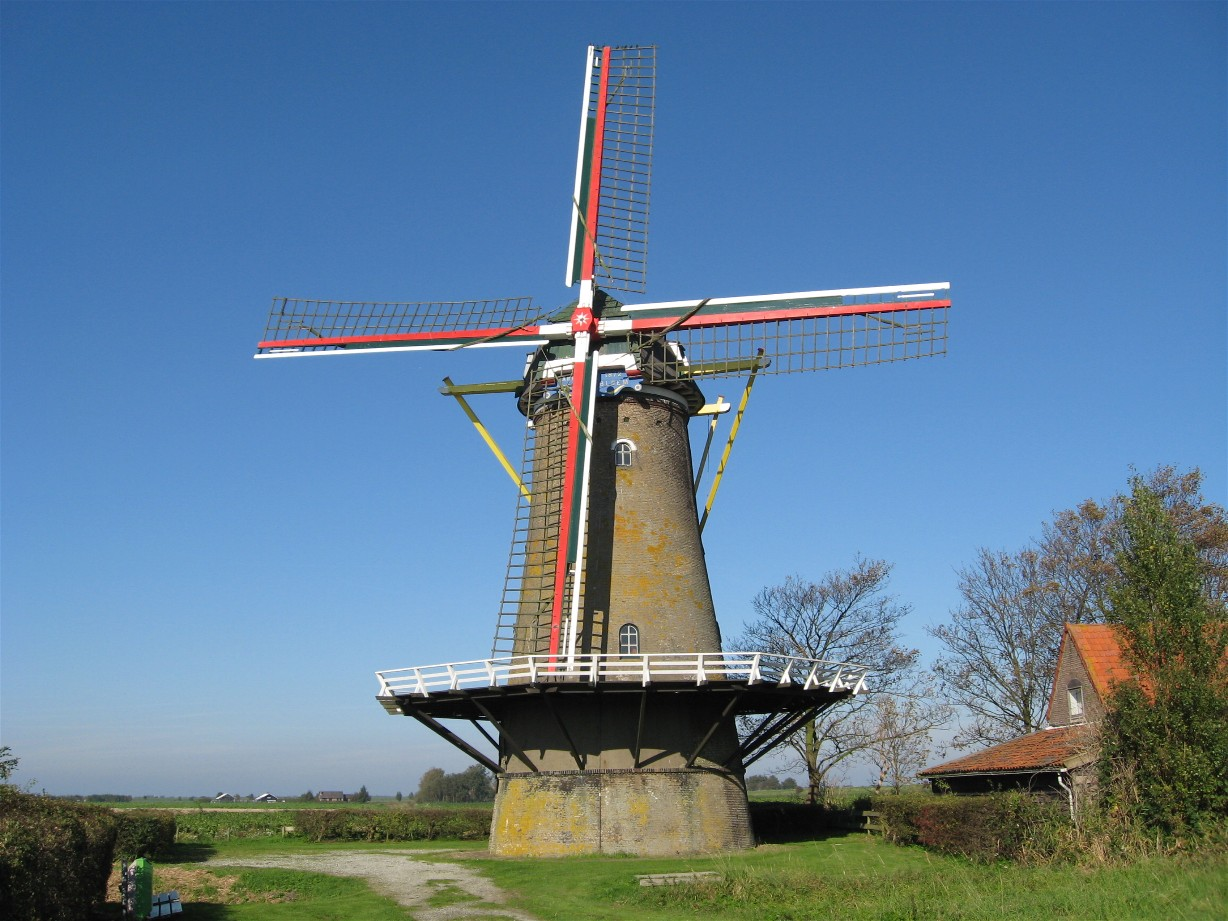
Вітряк De Korenbloem
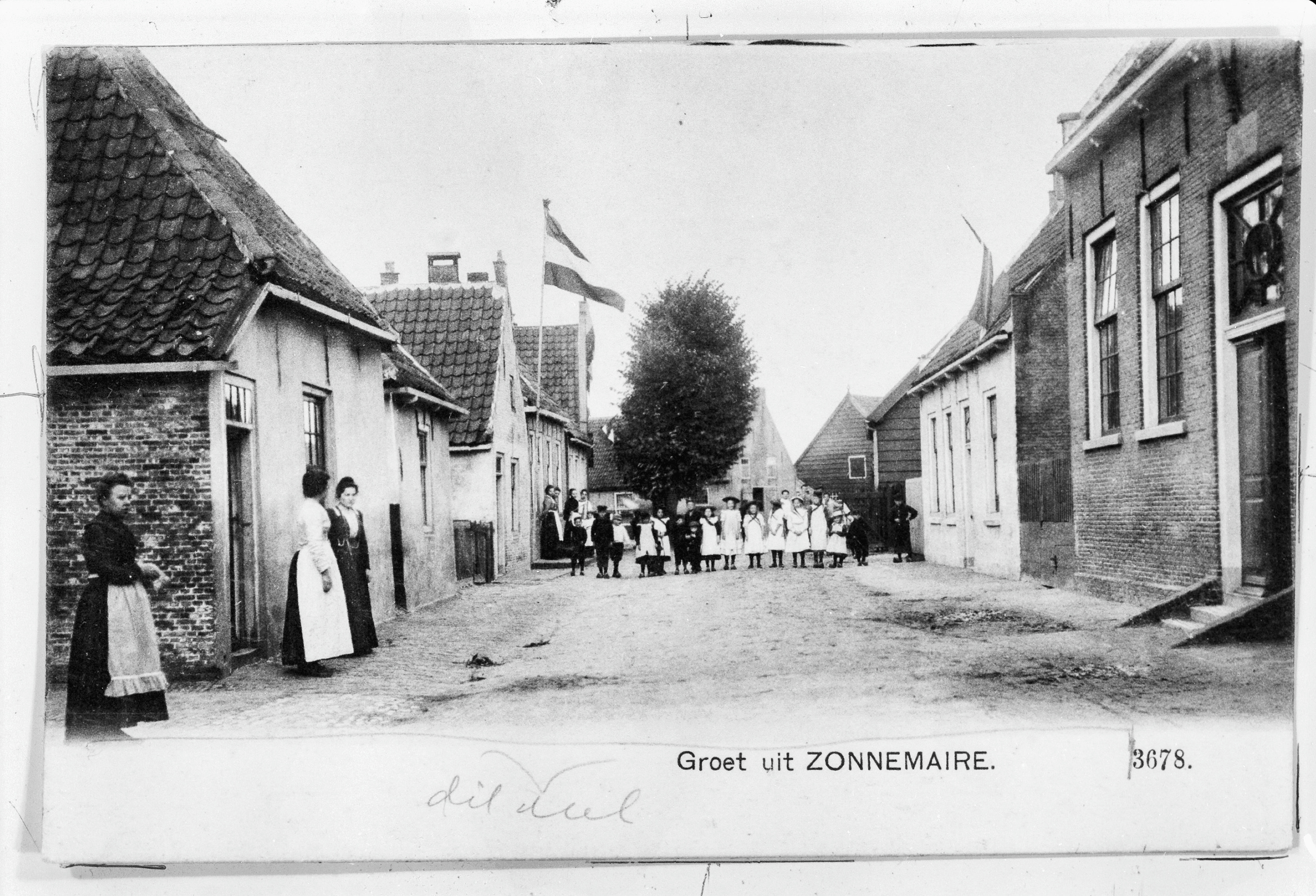
Листівка із сільською панорамою (1900)
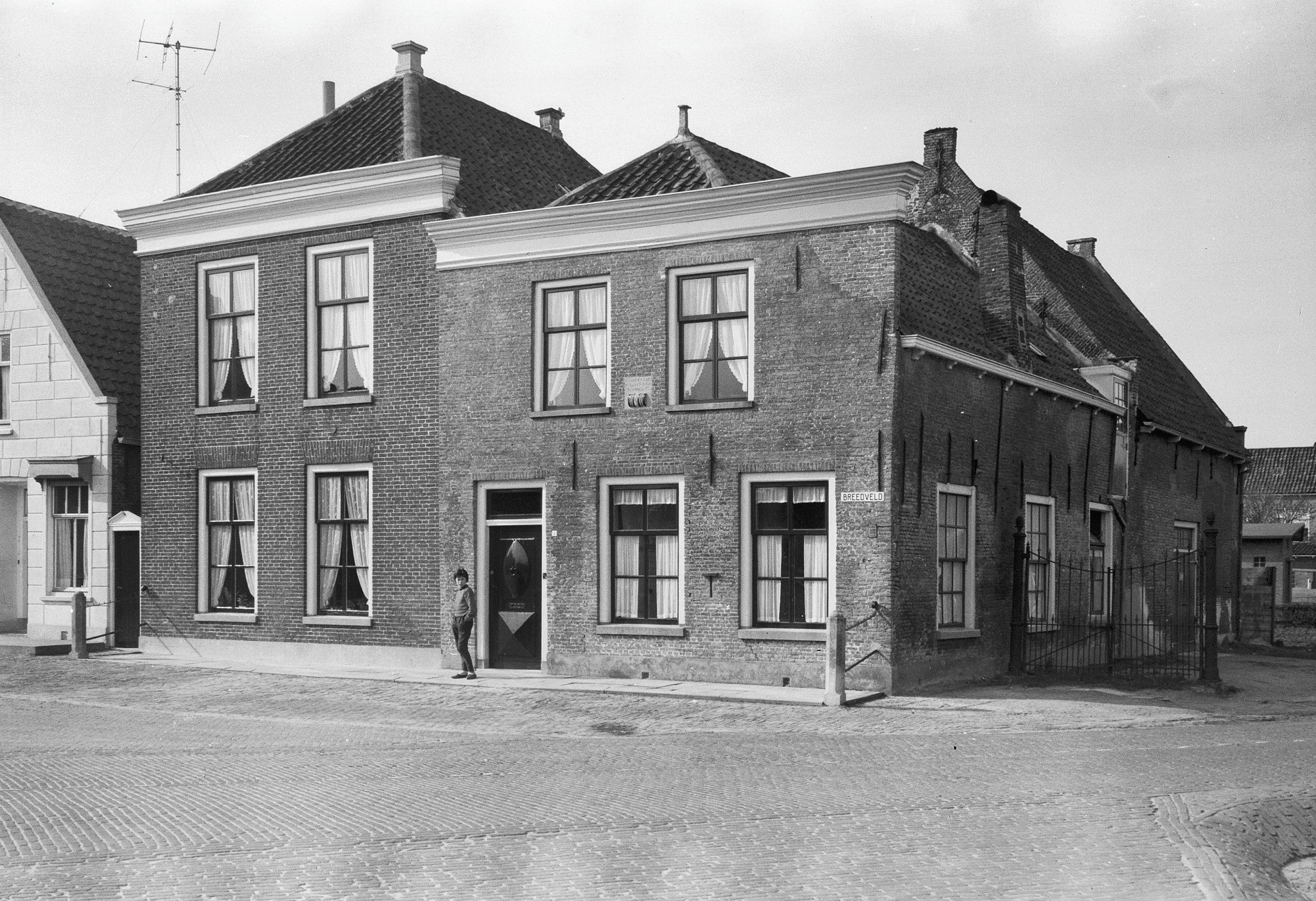
Забудова Зоннемайре